# Jang Min-hee
Jang Min-hee (kor. 장민희; ur. 5 kwietnia 1999) – południowokoreańska łuczniczka, mistrzyni olimpijska z Tokio 2020, mistrzyni świata.

## Wyniki
| Impreza                     | Rok   | Miejsce | Konkurencja   | Pozycja |                      |      |       |               |     |
| --------------------------- | ----- | ------- | ------------- | ------- | -------------------- | ---- | ----- | ------------- | --- |
| Impreza                     | Rok   | Miejsce | Konkurencja   | Pozycja | Igrzyska olimpijskie | 2020 | Tokio | indywidualnie | 17. |
| drużynowo                   | złoto |         |               |         | Igrzyska olimpijskie | 2020 | Tokio |               |     |
| Mistrzostwa świata          | 2021  | Yankton | indywidualnie | złoto   |                      |      |       |               |     |
| Mistrzostwa świata          | 2021  | Yankton | drużynowo     | złoto   |                      |      |       |               |     |
| Mistrzostwa świata juniorów | 2019  | Madryt  | indywidualnie | brąz    |                      |      |       |               |     |
| Mistrzostwa świata juniorów | 2019  | Madryt  | drużynowo     | złoto   |                      |      |       |               |     |
| Mistrzostwa świata juniorów | 2019  | Madryt  | mikst         | złoto   |                      |      |       |               |     |